# Димитър Кромидаров
Димитър (Димче, Димко) Тръпков Кромидаров, известен като Смилевски, е български революционер, деец на Вътрешната македоно-одринска революционна организация.

## Биография
Димитър (Димче) Кромидаров е роден в битолското село Смилево, Османската империя, днес Северна Македония. Работи като учител. Присъединява се към ВМОРО. През Илинденско-Преображенското въстание е войвода на чета от 27 души, участвала в сраженията край Смилево. Негов четник е Георги Нузов.